# Niervaren
Niervaren (Dryopteris) is een geslacht van ongeveer 225–250 soorten varens uit de niervarenfamilie (Dryopteridaceae). Er is een groot aantal bastaarden bekend, waarvan veel combinaties tot een alloploïde soort hebben geleid. Een aanzienlijke groep bastaarden weet als apomictische soort in stand te blijven.
Het geslacht heeft een kosmopolitische verspreiding met nadruk op de gematigde zones in Centraal en Oost-Azië. De meeste soorten worden gevonden in bos en open vegetaties, soms op stenige plaatsen en dan vooral in montane gebieden. In België en Nederland worden zeven of acht soorten gevonden, waarvan de brede stekelvaren het algemeenst is.

## Naamgeving en etymologie
De Nederlandse naam niervaren slaat op het niervormige dekvliesje dat de sporenhoopjes afdekt.
Dryopteris is een plantennaam uit het Oudgrieks en betekent letterlijk 'eik-varen'. Welke varen deze naam in de klassieke oudheid had is niet bekend.

## Botanische beschrijving
Niervarens hebben meestal een dikke, korte, rechtopstaande, nogal eens vertakte wortelstok met schubben. Ook de bladsteel is beschubt (ten minste aan de basis) en bij een aantal soorten voorzien van klieren en/of haren. De bladen of veren zijn lancetvormig, langwerpig, driehoekig, vijfhoekig of ovaalen zijn een- tot viermaal geveerd. Alle soorten hebben een veelvoud van 41 chromosomen.
Kenmerkend voor het genus zijn de sporenhoopjes die zijn afgedekt met een niervormig dekvliesje.

## Beschreven soorten
In Europa komen 26 soorten van nature voor, waarvan zeven of acht Nederland en België:
| Botanische naam                                                        | Nederlandse naam                   | NL  | Be  | afbeelding               |
| ---------------------------------------------------------------------- | ---------------------------------- | --- | --- | ------------------------ |
| Dryopteris aemula (Ait.) Kuntze (1891)                                 |                                    | nee | nee | Dryopteris aemula        |
| Dryopteris affinis (Lowe) Fraser-Jenk. (1979)                          | glanzende geschubde mannetjesvaren | ja  | ja  | Geschubde mannetjesvaren |
| Dryopteris aitoniana Pic.Serm. (1951).                                 |                                    | nee | nee |                          |
| Dryopteris ardechensis Fraser-Jenk. (1981)                             |                                    | nee | nee | Dryopteris ardechensis   |
| Dryopteris azorica (Christ) Alston. (1956)                             |                                    | nee | nee |                          |
| Dryopteris borreri (Newm.) Newm, ex Oberh. & Tavel (1937).             | matte geschubde mannetjesvaren     | ja  | ja  |                          |
| Dryopteris cambrensis (Fraser-Jenk.) Beitel & W.Buck (1988).           |                                    | ?   | ?   |                          |
| Dryopteris carthusiana (Vill.) H.P.Fuchs (1958)                        | smalle stekelvaren                 | ja  | ja  | Smalle stekelvaren       |
| Dryopteris caucasica (A. Braun) Fraser-Jenk. & Corley (1972)           |                                    | nee | nee | dryopteris caucasica     |
| Dryopteris corleyi Fraser-Jenk. (1982)                                 |                                    | nee | nee |                          |
| Dryopteris crispifolia Rasbach, Reichst. & Vida (1977)                 |                                    | nee | nee |                          |
| Dryopteris cristata (L.) A.Gray (1848)                                 | kamvaren                           | ja  | ja  | Kamvaren                 |
| Dryopteris dilatata (Hoffm.) A.Gray (1848)                             | brede stekelvaren                  | ja  | ja  | Brede stekelvaren        |
| Dryopteris expansa (C. Presl) Fraser-Jenk. & Jermy (1977)              |                                    | ?   | ja  |                          |
| Dryopteris filix-mas (L.) Schott (1834)                                | mannetjesvaren                     | ja  | ja  | Mannetjesvaren           |
| Dryopteris fragrans (L) Schott (1834)                                  |                                    | nee | nee |                          |
| Dryopteris guanchica Gibby & Jermy (1977)                              |                                    | nee | nee |                          |
| Dryopteris maderensis (Milde) Alston (1956)                            |                                    | nee | nee |                          |
| Dryopteris mindshelkensis Pavlov (1954)                                |                                    | nee | nee |                          |
| Dryopteris oligodonta (Desv.) Pic.-Serm. (1951)                        |                                    | nee | nee | Dryopteris oligodonta    |
| Dryopteris oreades Fomin (1910)                                        |                                    | nee | nee |                          |
| Dryopteris pallida Bory C.Chr Ex Maire & Petitmengin (1908)            |                                    | nee | nee |                          |
| Dryopteris pseudodisjuncta (Tavel ex Fraser-Jenk.) Fraser-Jenk. (2007) |                                    | nee | nee |                          |
| Dryopteris remota (A. Braun ex Döll) Druce (1908)                      |                                    | nee | nee |                          |
| Dryopteris tyrrhena Fraser-Jenk. & Reichst. (1975)                     |                                    | nee | nee |                          |
| Dryopteris villarii (Bellardi) Woynar ex Schinz & Thell. (1915)        |                                    | nee | nee | D. villarii              |

Daarbuiten zijn er nog bijna 150 soorten elders in de wereld.